# Szente
Szente là một thị trấn thuộc hạt Nógrád, Hungary. Thị trấn này có diện tích 7,53 km², dân số năm 2010 là 354 người, mật độ 47 người/km².